# شروین سوم
شروین سوم چهاردهمین حاکم از سلسله باوندیان است که در سال ۹۸۶ حکومت داشت. او برادر و جانشین اسپهبد مرزبان بن رستم بود.
شروین فرزند رستم دوم بود. در ۹۸۶ پس از مرگ رستم دوم، برادرش مرزبان به سلطنت رسید. ابهاماتی در مورد سلطنت مذکور وجود دارد. برخی منابع بر جانشینی شروین سوم یا حتی شهریار سوم اشاره کرده‌اند.
برخی مورخان رستم دشمنزیار، بانی آل کاکویه، را از نسل او دانسته‌اند.